# Бартенслебен
Бартенслебен (нем. Bartensleben) — упразднённая община в Германии, в земле Саксония-Анхальт. Входила в состав района Бёрде. Подчинялася управлению Флехтинген. Население составляло 344 человека (на 31 декабря 2006 года). Занимала площадь 16,41 км².

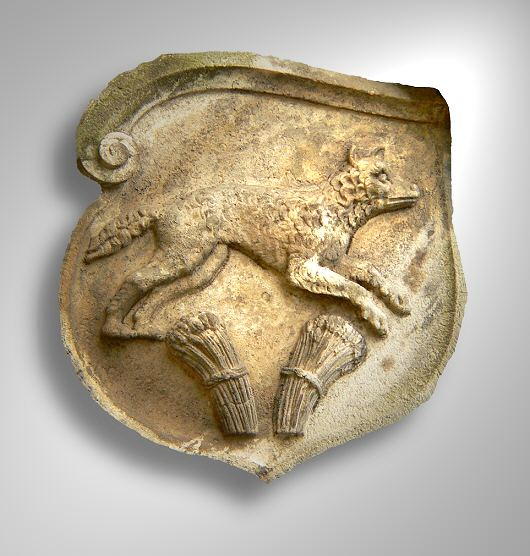

## Население
| Год  | Численность | Численность |
| ---- | ----------- | ----------- |
| 2012 | 336         | [ 1 ]       |